# Tweede klasse 1898-99 (voetbal België)
Het seizoen 1898/99 van Division 1 (Eerste Afdeling), de voorloper van de Belgische Tweede Klasse was het derde seizoen dat er een competitie onder het hoogste niveau gespeeld werd in België. De competitie werd niet als een nationaal niveau beschouwd. Niet alle wedstrijden werden gespeeld.  Er was ook geen degradatie of promotie.
De tien deelnemende ploegen werden ingedeeld  volgens twee regionale reeksen "Brabant" en "Luik" die Division 2 (Tweede Afdeeling) werden genoemd.  De winnaars van deze reeksen speelden tegen elkaar voor de titel in Divison 1.   Winnaar werd Skill FC de Bruxelles.  

## Eindstand Division 2

### Afdeling Brabant
|   |   |                                               | P | W | G | V | +  | -  | DS  | Ptn |
| - | - | --------------------------------------------- | - | - | - | - | -- | -- | --- | --- |
| Q | 1 | Skill FC de Bruxelles                         | 5 | 5 | 0 | 0 | 21 | 2  | 19  | 10  |
|   | 2 | reserven Léopold Club                         | 5 | 5 | 0 | 0 | 12 | 2  | 10  | 10  |
|   | 3 | Intrépide FC                                  | 5 | 3 | 0 | 2 | 8  | 9  | -1  | 6   |
|   | 4 | reserven Racing Club de Bruxelles             | 4 | 2 | 0 | 2 | 12 | 6  | 6   | 4   |
|   | 5 | reserven Athletic & Running Club de Bruxelles | 4 | 2 | 0 | 2 | 12 | 9  | 3   | 4   |
|   | 6 | Union Saint-Gilloise                          | 5 | 1 | 1 | 3 | 7  | 10 | -3  | 3   |
|   | 7 | Olympia Club de Bruxelles                     | 5 | 0 | 1 | 4 | 1  | 7  | -6  | 1   |
|   | 8 | Daring Club de Bruxelles                      | 5 | 0 | 0 | 5 | 3  | 26 | -23 | 0   |

P: wedstrijden gespeeld, W: wedstrijden gewonnen, G: gelijke spelen, V: wedstrijden verloren, +: gescoorde doelpunten, -: doelpunten tegen, DS: doelsaldo, Ptn: totaal punten, Q: gekwalificeerd voor division 1
Opmerking
De bovenstaande eindstand kan niet correct zijn.  Het totaal aantal gescoorde doelpunten (76) is niet gelijk aan het totaal aantal doelpunten tegen (71). Toch is de eindstand zoals hierboven de "officiële" eindstand.

### Afdeling Luik
|   |   |                      | P | W | G | V | + | - | DS | Ptn |
| - | - | -------------------- | - | - | - | - | - | - | -- | --- |
| Q | 1 | Verviers FC          | 2 | 1 | 0 | 1 | 6 | 7 | -1 | 2   |
|   | 2 | reserven FC Liégeois | 2 | 1 | 0 | 1 | 7 | 6 | 1  | 2   |

P: wedstrijden gespeeld, W: wedstrijden gewonnen, G: gelijke spelen, V: wedstrijden verloren, +: gescoorde doelpunten, -: doelpunten tegen, DS: doelsaldo, Ptn: totaal punten,  Q: gekwalificeerd voor division 1
Testwedstrijd
Aangezien beide ploegen 2 punten haalden werd er een testwedstrijd gespeeld voor de kwalificatie voor Division 1.  Deze werd gewonnen door Verviers FC.
| Datum | Wedstrijd   | Wedstrijd | Wedstrijd            | Uitslag | Opmerking                  |
| ----- | ----------- | --------- | -------------------- | ------- | -------------------------- |
|       | Verviers FC | -         | reserven FC Liégeois | 9 - 1   | Wedstrijd gespeeld in Spa. |

## Division 1
Skill FC de Bruxelles kroonde zich tot kampioen door na verlengingen Verviers FC te verslaan.
| Datum | Wedstrijd             | Wedstrijd | Wedstrijd   | Uitslag       |
| ----- | --------------------- | --------- | ----------- | ------------- |
|       | Skill FC de Bruxelles | -         | Verviers FC | 4 - 4 (5-4)nv |